# Rosemary Radford Ruether
Rosemary Radford Ruether, född 2 november 1936 i Saint Paul i Minnesota, död 21 maj 2022 i Pomona i Kalifornien, var en amerikansk ekofeministisk forskare och katolsk ekoteolog.
Hon var Visiting Professor of Religion and Feminist Theology at Claremont School of Theology and Claremont Graduate University.
Ruether har författat 36 böcker och över 600 artiklar om feminism, ekofeminism, Bibeln och kristendomen.
Ruethers ekoteologi går i korthet ut på att patriarkalismen och den manliga domineringen, herradömet, har förstört den här planeten, och att ett försök att föreställa sig Gud i kvinnliga termer kan vara en väg till läkedom för planeten och mänskligheten.